# EE Льва
EE Льва (лат. EE Leonis) — одиночная звезда в созвездии Льва. Находится на расстоянии около 22,4 световых лет от Солнца. Это одна из ближайших к нам звёзд.

## Характеристики
EE Льва — тусклая звезда 11,66 величины, невидимая невооружённым глазом. Это относительно холодный красный карлик, имеющий массу, равную 20 % массы Солнца. Радиус в 9 раз меньше солнечного, температура поверхности — 3000 К. EE Льва является переменной звездой; её относят к переменным типа BY Дракона. Пульсации её яркости зависят от хромосферной активности и вращения вокруг своей оси. Планет в данной системе пока обнаружено не было.
EE Льва принадлежит к ассоциации Геркулеса — Лиры — десяти молодым звёздам, движущимся примерно с одинаковой скоростью.